# 唐翠萍
唐翠萍（英語：Iris Tong Chui Ping），香港電影編劇、電視劇集及節目編審，中學就讀保良局百周年李兆忠紀念中學，畢業於香港浸會大學中文系。過往編劇作品包括電影《白日之下》、ViuTV原創劇集《IT狗》《哪一天我們會紅》、節目方面則有《學神出沒注意》、《幫緊你應援團》、《打開你雪櫃》、《運動勇者塔》、《對不起幫緊你》、《One Day 約會實況》等。2024年憑電影《白日之下》入圍第四十二屆香港電影金像獎提名最佳編劇。

## 電影作品
| 年份 | 中文片名 | 職銜 | 主演                                           | 備註                   |
| 2022 | 白日之下 | 編劇 | 余香凝、林保怡、梁仲恆、梁雍婷、朱栢謙、朱栢康 | 監製爾冬陞、導演簡君晉 |

## 電視劇作品
| 年份   | 節目           | 職銜        | 合作單位                                                                                           |
| 2022   | IT狗           | 編審        | 凌文龍、陳漢娜、楊樂文、岑珈其、陳湛文、余逸思、彭秀慧、周祉君、陳瑞輝、邱士縉                     |
| 2025   | 哪一天我們會紅 | 編審 及策劃 | 邱彥筒、蘇振維、張毓軒、鄧濤、許軼、麥沛東、林宣妤、梁仲恆、蔡瀚億、謝咏欣、戴玉麒、林熙彤、岑珈其 |
| 製作中 | IT狗2.0        | 編審        | 凌文龍、陳漢娜、楊樂文、岑珈其、陳湛文、余逸思、彭秀慧、周祉君、陳瑞輝、邱士縉                     |

## 電視節目作品
| 年份 | 節目                         | 職銜 | 合作單位 |
| 2021 | 學神出沒注意                 | 撰稿 | 強尼、曾贊學、陳嘉倩、蔡宛珊、鄺旨呈及李賢                                                                                       |
| 2021 | 幫緊你應援團                 | 撰稿 | 楊樂文、邱傲然、王智德、岑樂怡                                                                                                   |
| 2022 | 打開你雪櫃                   | 編審 | 谷祖琳 |
| 2022 | 運動勇者塔                   | 編審 | ERROR、練美娟、吳啟洋、凌文龍、許賢、陳葦璇、王家晴、陳泳伽、黃奕晨、樊沛珈、陳焯嵐、陳海寧                                      |
| 2022 | 對不起幫緊你                 | 編審 | 岑樂怡、駱振偉、練美娟、柯煒林、吳啟洋、盧慧敏、樊沛珈                                                                           |
| 2023 | One Day 約會實況             | 編審 | 葉振弘、郭嘉駿、吳啟洋、歐鎮灝、沈殷怡、王頌茵、何洛瑤、許寶恆、王啟豪、林熙彤、練美娟、許月湘、葛綽瑤、樊沛珈、楊詩敏、鄧麗英等 |
| 2023 | 無限試煉場                   | 編審 | 梁業、楊安妮、樊沛珈、葛綽瑤、許月湘、馬詠茹、馬曉晴                                                                             |
| 2023 | 我想身體健康                 | 編審 | 強尼、鍾卓穎、黃雅慧、米露迪 |
| 2023 | 貓之旅神                     | 編審 | 沈殷怡、徐㴓喬 |
| 2024 | 「足」動ERROR去踢波          | 編審 | ERROR |
| 2024 | 腦霧研究所                   | 編審 | 沈殷怡、余逸思、范麒智 |
| 2025 | One Trip 約會實況            | 編審 | 葉振弘、柿柿、陳詩雅、廖文蔚、米姬、卡姐、劉穎琳、 沈殷怡、練美娟、曾家瑩、吳啟洋、歐鎮灝、陳詩媛 等                             |
| 2025 | 「足」動ERROR帶埋ROVER去踢波 | 編審 | ERROR、ROVER |